# San Juan, Acaxochitlán
San Juan är en ort i Mexiko.   Den ligger i kommunen Acaxochitlán och delstaten Hidalgo, i den sydöstra delen av landet, 130 km nordost om huvudstaden Mexico City. San Juan ligger 1 668 meter över havet och antalet invånare är 262.
Terrängen runt San Juan är huvudsakligen kuperad, men norrut är den bergig. Runt San Juan är det tätbefolkat, med 319 invånare per kvadratkilometer. Närmaste större samhälle är Huauchinango, 9,1 km öster om San Juan. I omgivningarna runt San Juan växer i huvudsak blandskog.